# データ障害
データ障害（データしょうがい）とは、ハードディスクドライブ等の電子記録媒体が故障し、データの読み書きが正常にできなくなった状態のこと。

## 種類
データ障害の種類は主に論理障害と物理障害に分かれる。

### 論理障害
論理障害（ろんりしょうがい）とは、データ障害のうち、機器自体は故障していないにもかかわらず、内部の電磁的記録に障害が発生したもの。
具体的には、ファイルシステムの損傷や、OSの不具合、誤操作によるファイル削除などが該当する。ハードディスクドライブの論理障害は、「論理的な障害」「ソフトウェア障害」などと呼ばれる場合もある。また、OSのファイルが消失したり、損傷しているためにコンピューターを起動できなくなった場合、ウイルスに感染してコンピュータがクラッシュしたケース、また誤って必要なファイルやフォルダを削除してしまったケース、プログラミングミスに起因するケースも、論理障害に該当する。
マスターブートレコード、パーティションテーブルやブートセクタなどが、突発的なエラーや誤操作によって損傷を受けた場合、パーティションが認識されなくなったり、OSが起動できなくなることもある。
また、ファイルの管理領域であるマスターファイルテーブルやファイルアロケーションテーブルが、突発的なエラーなどによって損傷を受けた場合、ファイルにアクセスできなくなるなどの不具合が生じる。

### 物理障害
物理障害（ぶつりしょうがい）とは、データ障害のうち、ハードウェアなど機器自体に障害が発生したもの。
ハードディスクに発生しうる例を挙げると、ヘッドクラッシュや、PCB（ハードディスクドライブの基盤）不良、スピンドルモーターの不良やベアリングの焼きつき、プラッターのアライメントが狂ったもの、ハードディスクドライブのファームウェア不良、メディアダメージや不良セクタ、メディアの熱膨張によるオフトラックなどは物理障害に該当する。
上記のような故障が発生した場合、ハードディスクドライブが異音を発する、アクセススピードが著しく低下する、ハードディスクドライブがスピンしない、ハードディスクドライブがBIOSで認識されないなどの症状が代表的である。また、ハードディスクドライブを水没させてしまったり、火災などで燃えてしまった場合、ハードディスクドライブを落とすなどして外的な衝撃を与えてしまった場合や、停電や強制終了などによってシステムを正常に終了させられなかった場合や、高温・多湿な環境でハードディスクドライブを長時間動作させた場合、経年劣化などによっても発生する。
論理的な障害であれば、市販ソフトを利用することによって、データの復旧が可能となるケースもあるが、ヘッドクラッシュなどの物理障害は、クリーンルームなどのクリーンな環境でハードディスクドライブを分解し、ハードウェア的な修復措置を実施しなければデータを復旧することはできず、ファームウェアの不良や、システムエリアの不良なども、特殊ツールを用いて復旧作業を行なう必要がある。
物理障害が発生したハードディスクドライブは、通電してドライブをスピンさせるだけで、プラッターへの損傷が拡大し、復旧の可能性が低下するケースもある。

## 障害への対策
現在一般に出回っている電子記録媒体は全て消耗品であり、いつか必ず物理障害が発生するものである。また、いつでも簡単にデータの書き換えが可能な記録媒体は、論理障害の問題が常に付きまとう。発生した障害の内容や度合いにも左右されるが、どのような手法を使ったとしても、たとえデータ復旧業者に復旧を依頼したとしても、障害が発生し正常にデータを読み出せなくなった記録媒体からデータを確実に無傷で救出できる保証はない。電子記録媒体によってはデータ救出そのものが確立されていないタイプもある。すなわち、重要なデータを失わないためには、ユーザー自身がバックアップを行うことが一番有効な対策である。物理障害に限ればミラーリング（RAID）で対策を行うこともできる。
パソコン用記録媒体およびシステムドライブとしてよく使用されるハードディスクドライブは、論理障害・物理障害共に発生しやすい記録媒体である。そのためハードディスクドライブに発生した障害が原因でデータを失う結果になりやすい。近年では、ハードディスクドライブと比べて耐久性に優れ小型化にも適したソリッドステートドライブ(SSD)もノートパソコン用を中心に普及しているが、書き込みや消去などの内部動作を行うほど製品寿命を低下させるリスクもある。
デジタル化が進む今日では、個人は思い出の写真をデジタルカメラで、企業は顧客・決算データ等をデータベースで管理している。ハードディスクドライブやソリッドステートドライブが普及し、技術革新により記憶容量も大幅に増大してきた昨今だが、それに伴い失いたくない重要データのバックアップを取らずに使用し続け、障害が発生しデータを失う個人・企業が増加していった。こうした障害の発生したハードディスクドライブなどからの重要データの復旧を業務とする、データ復旧業者が1990年代前半よりアメリカ合衆国で登場。1990年代後半には日本でも登場した。ただし、高度な設備を整え物理障害にも対応するようなデータ復旧専門の業者へデータ復旧の依頼をする場合、高額な復旧費用が発生する。また、SSDでは現時点においてデータ復旧の技術は発展途上にあり、破損した場合のデータ救出は困難である。ハードディスクドライブとSSDを用途によって使い分けたり、面倒でもバックアップをとることが、データ保全およびコストの圧縮に繋がる。

## 論理的な障害への対策
論理的な障害が発生した場合、フォルダへアクセスできない、パーティションが見えないといった症状が出たり、「ディスクがフォーマットされていない」とメッセージが出ることがある。
論理的な障害が発生したと判明した場合に、FSCKコマンドやスキャンディスクなどのエラー修正を実施しないことが重要である。これらはエラーを修正する際に、不具合のある部分はすべて削除するため、データが全て消去されることがあるからである。
論理的な障害が発生した場合には、障害が発生したドライブに対して、書き込みやファイルの削除など、ディスクの内容を変更する作業を行うと状態をさらに悪化させてしまうので、状態を保ったままデータ復旧ソフトを用いるか、信頼のおけるデータ復旧専門の業者に依頼することが賢明である（なお、データ復旧業者の比較サイトは掲載業者による宣伝の要素が高く信頼性に欠ける。あわせて、高すぎるデータ復旧率を掲げるサイトにも要注意。）。